# Дворец Итамарати (Бразилиа)
Дворец Итамарати в Бразилиа — здание МИД Бразилии, расположенное в Бразилиа. В комплекс дворца входят также две пристройки.
Дворец имеет несколько наименований: дворец арок — из-за арок идеальной формы; дворец Итамарати — в честь старой резиденции в Рио-де-Жанейро.

## История
В проектировании комплекса, помимо архитектора Оскара Неймейра, принимали участие — Роберту Бурле Маркc (ландшафтный дизайн), Хоакин Кардозо и Милтон Рамос.
12 сентября 1960 года президентом Жуселино Кубичеком был заложен камень в основание будущего дворца.
С 15 марта 1967 года открыт для публики.
20 апреля 1970 года дворец был официально открыт президентом Эмилиу Гаррастасу Медиси и министром Марио Гибсон Барбоса

## Коллекция
В 2017 году институт искусств университет Бразилиа произвел детальный анализ коллекции дворца. В результате было зарегистрировано 580 произведений искусств, из которых 450 — гравюры; картин, коллажей и рисунков — 92. Коллекция живописи состоит из полотен бразильских художников. Также была описана коллекция мебели, состоящая из более 90 предметов. Коллекция мебели колониального, барочного, неоклассического стиля, от зарождения бразильской мебельной промышленности до периода 1980-х годов.

## Архитектурные особенности
Комплекс дворца состоит из самого здания дворца и двух пристроек. Главное здание дворца более низкое, имеет квадратную форму и предназначено для протокольных функций. По всему внешнему периметру здания расположены колонны с арками. Пристройка I — более высокая, предназначена для повседневной деятельности. В более низкой части расположен большой бассейн с водой. Главной отличительной чертой дворца стали его арки, идеальной формы; свободный пролет и винтовая лестница; зал без колонн площадью 2800 квадратных метров, самый большой в Латинской Америке.
При строительстве главного здания комплекса преимущественно использовался бетон.